# Hioki
Hioki (日置市, Hioki-shi) é uma cidade na prefeitura de Kagoshima, na ilha de Kyushu, Japão.
Em 2007 a cidade tinha uma população estimada em 51 499 habitantes e uma densidade populacional de 203,5 h/km². Tem uma área total de 253,06 km².
Recebeu o estatuto de cidade a 1 de Maio de 2005.